# Norihiro Yamagishi
Norihiro Yamagishi (山岸 範宏 Norihiro Yamagishi?, nacido el 17 de mayo de 1978 en Saitama) es un futbolista japonés que se desempeña como guardameta.

## Trayectoria

### Clubes
| Club                | País  | Año         |
| ------------------- | ----- | ----------- |
| Urawa Reds          | Japón | 2001 - 2014 |
| Montedio Yamagata   | Japón | 2014 - 2016 |
| Giravanz Kitakyushu | Japón | 2017 -      |

## Estadística de carrera

### J. League
| Club                | Año   | J. League | J. League | Copa J. League | Copa J. League | Total | Total |
| Club                | Año   | Part.     | Goles     | Part.          | Goles          | Part. | Goles |
| ------------------- | ----- | --------- | --------- | -------------- | -------------- | ----- | ----- |
| Urawa Reds          | 2001  | 0         | 0         | 0              | 0              | 0     | 0     |
| Urawa Reds          | 2002  | 26        | 0         | 3              | 0              | 29    | 0     |
| Urawa Reds          | 2003  | 10        | 0         | 5              | 0              | 15    | 0     |
| Urawa Reds          | 2004  | 11        | 0         | 2              | 0              | 13    | 0     |
| Urawa Reds          | 2005  | 1         | 0         | 1              | 0              | 2     | 0     |
| Urawa Reds          | 2006  | 24        | 0         | 6              | 0              | 30    | 0     |
| Urawa Reds          | 2007  | 1         | 0         | 1              | 0              | 2     | 0     |
| Urawa Reds          | 2008  | 1         | 0         | 3              | 0              | 4     | 0     |
| Urawa Reds          | 2009  | 11        | 0         | 8              | 0              | 19    | 0     |
| Urawa Reds          | 2010  | 34        | 0         | 0              | 0              | 34    | 0     |
| Urawa Reds          | 2011  | 9         | 0         | 2              | 0              | 11    | 0     |
| Urawa Reds          | 2012  | 0         | 0         | 3              | 0              | 3     | 0     |
| Urawa Reds          | 2013  | 9         | 0         | 3              | 0              | 12    | 0     |
| Urawa Reds          | 2014  | 0         | 0         | 0              | 0              | 0     | 0     |
| Montedio Yamagata   | 2014  | 24        | 0         | -              | -              | 24    | 0     |
| Montedio Yamagata   | 2015  | 34        | 0         | 6              | 0              | 40    | 0     |
| Montedio Yamagata   | 2016  | 41        | 0         | -              | -              | 41    | 0     |
| Giravanz Kitakyushu | 2017  | 17        | 0         | -              | -              | 17    | 0     |
| Total               | Total | 253       | 0         | 43             | 0              | 296   | 0     |